# 김경진 (가수)
김경진(1985년 ~)은 대한민국의 가수다. 2022년 싱글 《임금님 머리 깎는날 (경주이발사)》로 데뷔했다.

## 방송
- 내일은 미스터트롯 (2020) - Top101

## 음반
- 임금님 머리 깎는날 (경주이발사) (2022)

## 공연
- 코로나19 극복! 2021 경주바다 힐링 음악회 (2021)